# ببغاء بينوس ازرق الراس
ببغاء بينوس ذو الرأس الأزرق (باللاتينية: Pionus menstruus) (بالإنجليزية: Blue-headed parrot)‏ أو (بالإنجليزية: blue-headed pionus)‏ ، هو نوع ينتمي إلى بستاكيداي (فصيلة: Psittacidae) .

## معرض صور

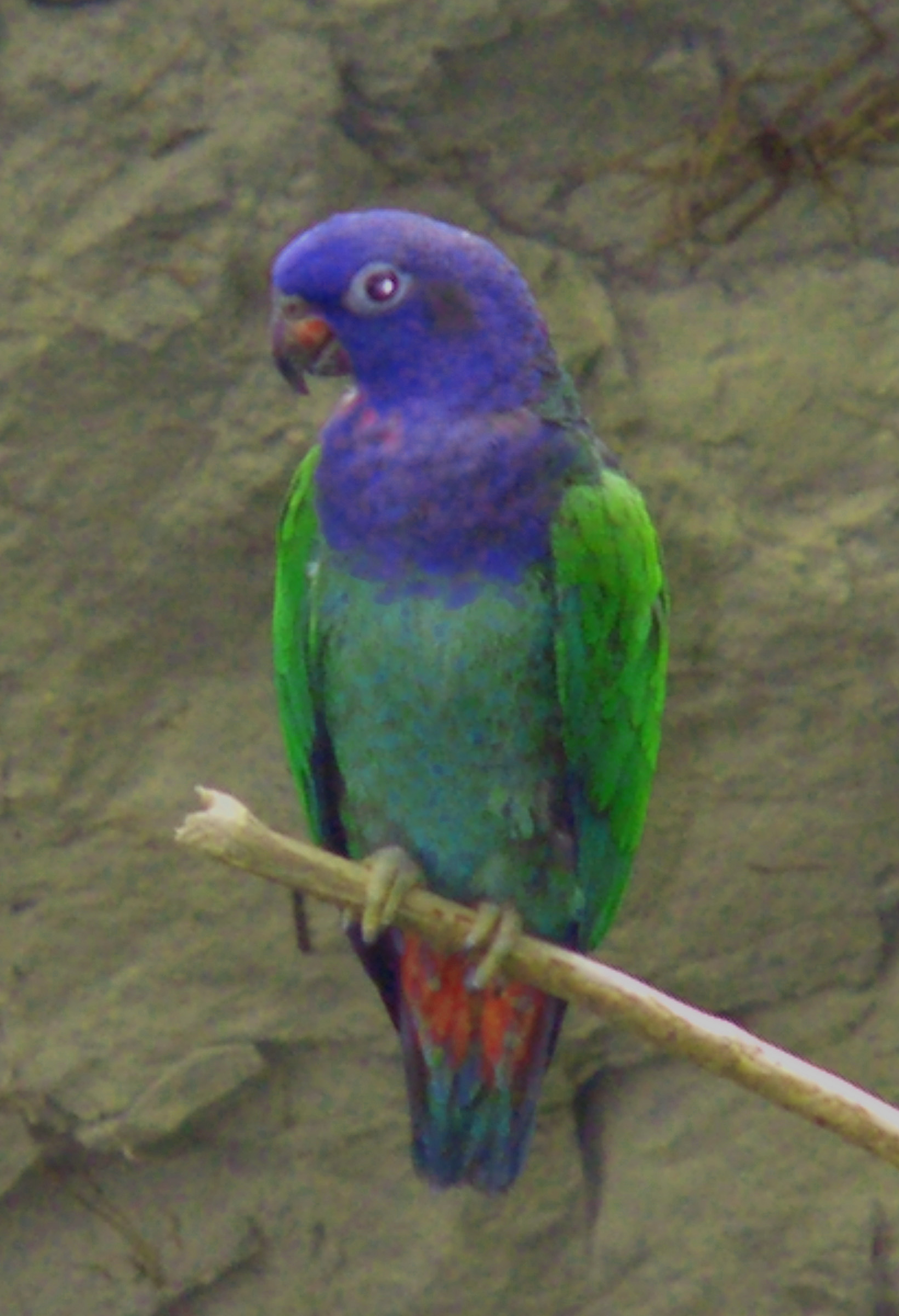
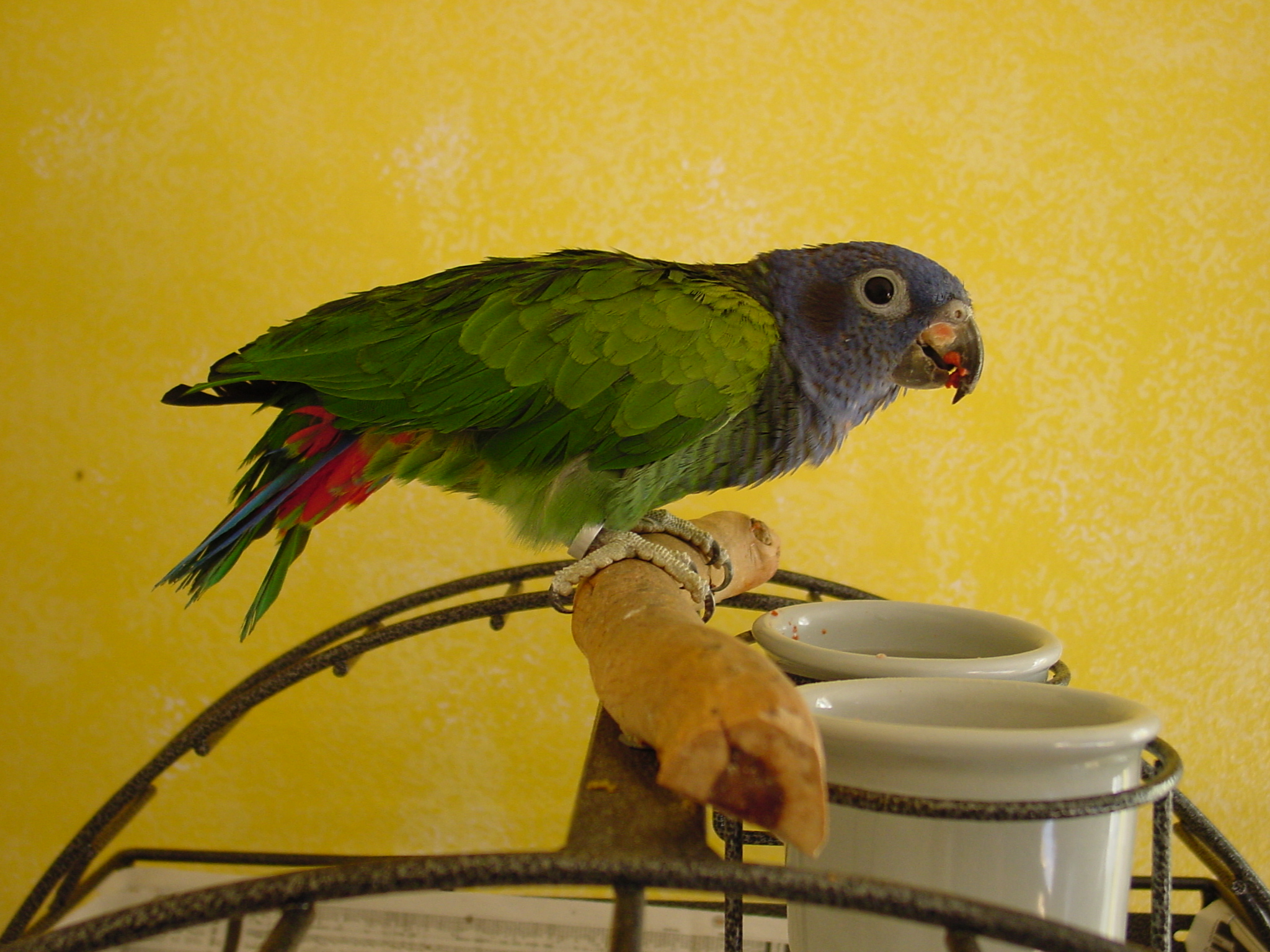
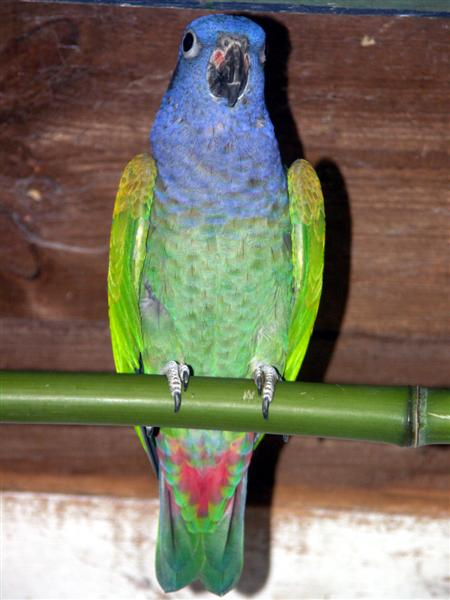
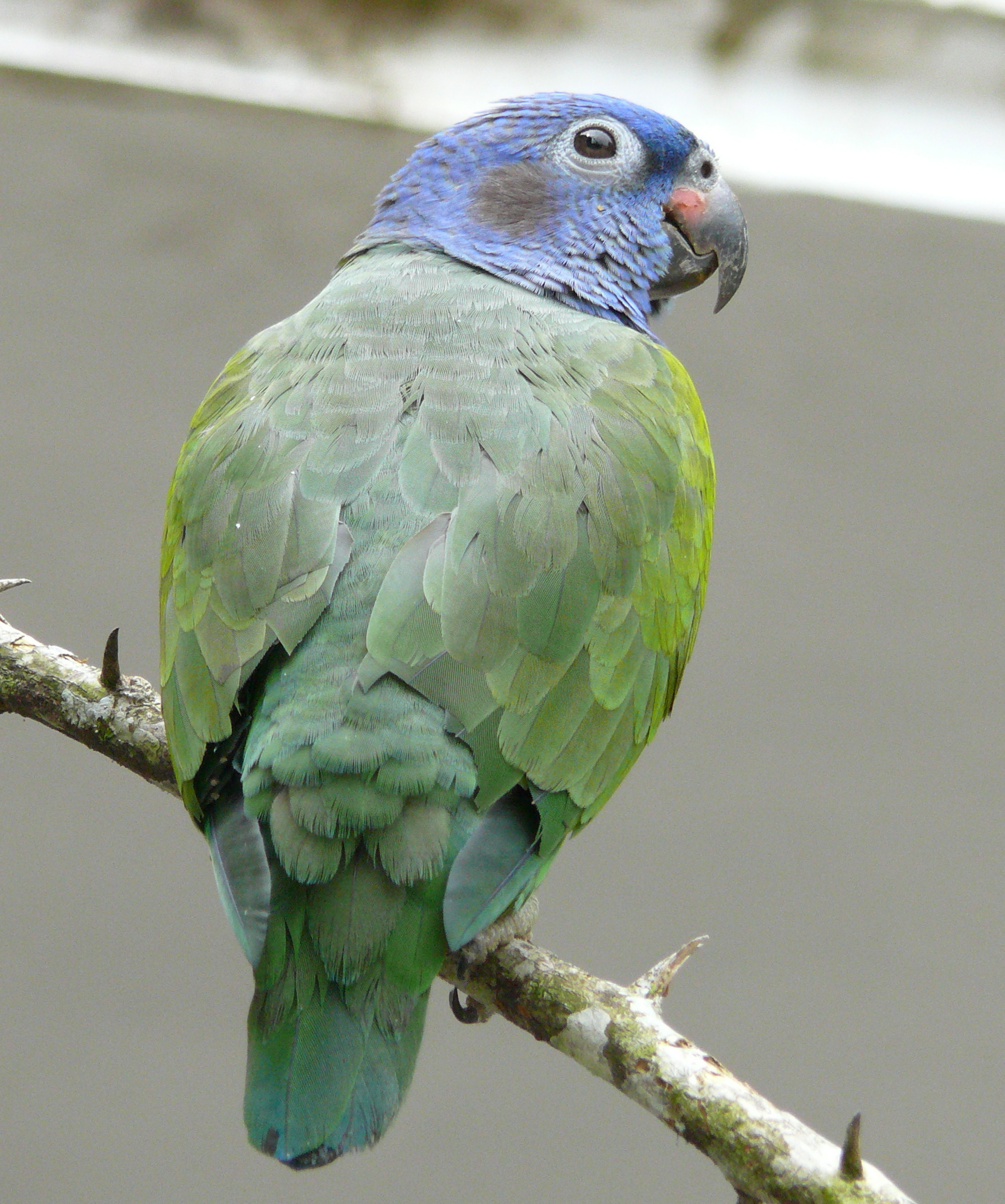